# Martijn Wydaeghe
Martijn Wydaeghe (Izegem, 1 september 1992) is een Belgisch rallyco-piloot. 

## Carriere
Hij debuteerde in de WRC met de rally van Frankrijk in 2013. Hij was copiloot van Freddy Loix, Mats van den Brand, Chewon Lim, Guillaume de Mévius en Craig Breen.
In 2021 als co-piloot van Thierry Neuville wint hij de rally van Ieper, de Rally van Catalonië en behaalde de 3de plaats in het wereldkampioenschap. 
In 2022 winnen ze de rally van Griekenland en van Japan en eveneens de 3de plaats op het wereldkampioenschap.
In 2023 winnen ze de rally van Sardinië.
In 2024 winnen ze de rally van Monte Carlo en de rally van Griekenland. Op het einde van het seizoen worden ze beide voor het eerst wereldkampioen.